# بان کی‌مون
بان کی‌مون (۱۳ ژوئن ۱۹۴۴) دیپلمات اهل کره جنوبی است، او هشتمین دبیرکل سازمان ملل متحد بودکه از ژانویه ۲۰۰۷ تا دسامبر ۲۰۱۶ این مسئولیت را بر عهده داشت.
اگر چه نام وی در لاتین به صورت 'Ban Ki-Moon' نوشته شده‌است روش درست تلفظ نام کوچک وی، «گی مون» است. وی متولد ۱۳ ژوئن ۱۹۴۴ در کره جنوبی است و تحصیلات خود را تا مقطع کارشناسی ارشد در رشته امور اداری در دانشگاه هاروارد به پایان برده‌است. بان کی‌مون با همسرش در دوره دبیرستان آشنا شده‌است. حاصل ازدواج آنان یک پسر، دو دختر و سه نوه است. او در زمان جنگ کره پناهجو بوده‌است.
در ۱۳ اکتبر ۲۰۰۶، بان کی‌مون به عنوان هشتمین دبیرکل سازمان ملل متحد توسط مجمع عمومی سازمان ملل انتخاب شد. کی‌مون در ۱ ژانویه ۲۰۰۷ جانشین کوفی عنان شد. او به عنوان دبیرکل، مسئول چندین اصلاحات اساسی در زمینه حفظ صلح و شیوه‌های استخدام سازمان ملل در سراسر جهان بود. از نظر دیپلماتیک، بان کی‌مون دیدگاه‌های شدیدی در مورد دگرگونی اقلیم داشت و بارها این موضوع را با جورج دابلیو بوش، رئیس‌جمهور ایالات متحده، و در مورد درگیری دارفور تحت فشار قرار داد تا جایی که او به عمر البشیر رئیس‌جمهور سودان را متقاعد کرد تا برای کمک به نیروهای حافظ صلح اجازه ورود به سودان را بدهد.
بان کی‌مون در سال ۲۰۱۳ توسط مجله فوربز در فهرست قدرتمندترین افراد جهان قرار گرفت و به عنوان سی و دومین فرد قدرتمند جهان انتخاب شد، که بالاترین رتبه در میان کره جنوبی است. او در سال ۲۰۱۴ پس از لی کون هی و لی جائه یونگ به عنوان سومین فرد قدرتمند کره جنوبی انتخاب شد. در سال ۲۰۱۶، فارین پالیسی، بان را یکی از ۱۰۰ متفکر برتر جهان به دلیل دستاوردهای وی در کمک به تصویب و اجرای توافقنامه پاریس در کمتر از یک سال پس از تصویب آن معرفی کرد.

## سالشمار
- ۱۹۴۴ در ۱۳ ژوئن این سال در کره جنوبی متولد شد.
- ۱۹۷۰ وارد وزارت امور خارجه ی کره جنوبی شد.
- ۱۹۷۵ در بخش متولی امور سازمان ملل متحد در وزارت امور خارجهٔ کره جنوبی مشغول به کار شد.
- ۱۹۸۵ در این سال با مدرک کارشناسی ارشد در رشته امور اداری از دانشگاه هاروارد فارغ‌التحصیل شد.
- ۱۹۹۲ معاون رئیس کمیسون کنترل هسته‌ای مشترک شمال-جنوب شد.
- ۱۹۹۹ رئیس کمیسون مقدماتی سازمان پیمان جامع منع آزمایش هسته‌ای شد.
- ۲۰۰۱ رئیس دفتر کره جنوبی در سازمان ملل متحد شد.
- ۲۰۰۴ بان از ابتدای این سال وزیر امور خارجه کره جنوبی شد.
- ۲۰۰۷ از اول ژانویهٔ این سال به سمت دبیر کلی سازمان ملل متحد انتخاب شد.

## راهبردها
- بان معتقد است سه رکن اساسی سازمان ملل متحد یعنی، صلح و امنیت، توسعه و حقوق بشر کلید حل همهٔ مشکلات است.

به گفتهٔ وی بدون توسعه و بدون تأمین رفاه هماهنگ نمی‌توان انتظار صلح، امنیت و رعایت حقوق بشر داشت.
- او دربارهٔ خود می‌گوید که نماینده منش آسیایی است، یعنی در پیش گرفتن حالتی نرم‌تر (استفاده بیشتر از دیپلماسی) و انجام کار.
- بان در پیامی ویدئویی به مناسبت نشست سالانه کمیته یهودیان آمریکا در سال ۲۰۰۷ تعهد خود برای امنیت اسرائیل و ارائه راه حل‌های منصفانه در سازمان ملل متحد را ابراز داشت.[۱۲]

## مبارزات انتخاباتی دبیرکل: ۲۰۰۷

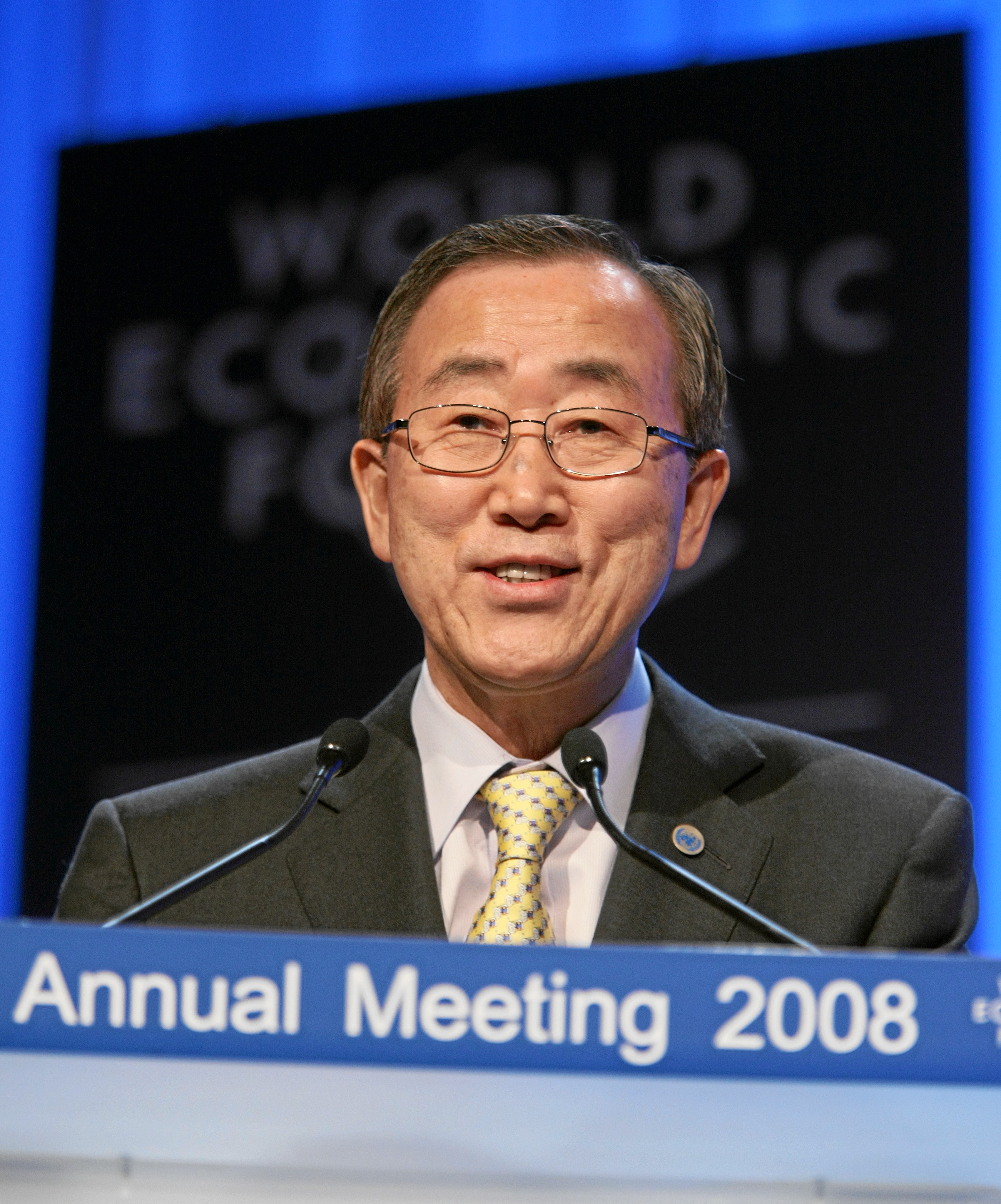
بان کی مون در داووس، سوئیس در مجمع جهانی اقتصاد.

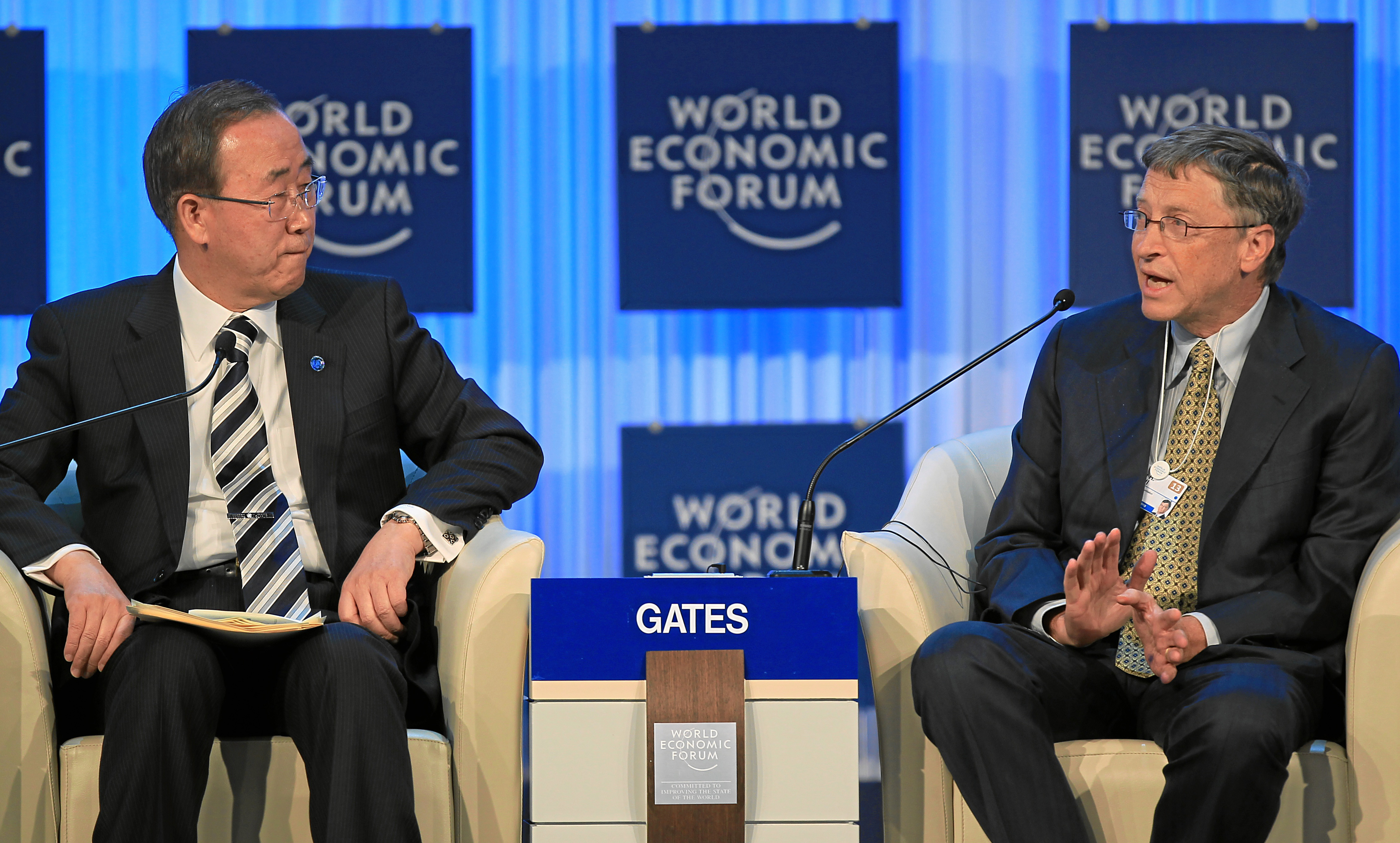
بان کی مون با بیل گیتس، مجمع جهانی اقتصاد، ۲۴ ژانویه ۲۰۱۳